# Jean Deltimple
Jean Deltimple, né le 14 novembre 1901 à Agen (Lot-et-Garonne) et mort le 26 mars 1992 à Guilbert (Lot-et-Garonne), est un homme politique français.

## Mandats
- Député de la Première circonscription de Lot-et-Garonne (1966-1967)